# Clavipalpus hirsutus
Clavipalpus hirsutus är en skalbaggsart som beskrevs av Kirsch 1885. Clavipalpus hirsutus ingår i släktet Clavipalpus och familjen Melolonthidae. Inga underarter finns listade i Catalogue of Life.